# Евангелическо-лютеранская церковь Танзании
Евангелическо-лютеранская церковь Танзании (ЕЛЦТ; суахили Kanisa la Kiinjili la Kilutheri Tanzania) — первая в Африке и вторая по величине лютеранская деноминация в мире, насчитывающая свыше 5 млн. прихожан. Церковь состоит из 20 диоцезов под началом председательствующего епископа, резиденцией которого является город Аруша. 

## История
В 1886 году в Берлине было создано библейское общество для евангелизации германской восточной Африки, штаб-квартира которого переместилась в город Бетель. В годы Первой мировой войны территорию Германской Восточной Африки заняли британские войска и немецкие миссионеры были депортированы. Их заменили скандинавские и американские лютеранские миссионеры. В 1955 году произошла индигенизация лютеранских церквей, когда миссионеры начали рекрутироваться из местного населения. Основана в 19 июля 1963 года на базе существующей с 1938 года Федерации семи лютеранских церквей Таганьики, включавшей Лютеранскую церковь Северной Танганьики (Lutheran Church of Northern Tanganyika), Лютеранская церковь Усамбара/Динга (Usambara/Digo Lutheran Church), Лютеранская церковь Узарамо/Улугуру (Uzaramo/Uluguru Lutheran Church), Аугсбургская лютеранская церковь Иримба/Туру (Augustana Lutheran Church of Irimba/Turu), Евангелическо-лютеранская церковь Северо-Запада Танганьики (Evangelical Lutheran Church in the North West Tanganyika), Лютеранская церковь Северных провинций (Iraqw Lutheran Church in the Northern Province) и Лютеранская церковь Убена/Конде Южных Островов (Ubena/Konde Lutheran Church in the Southern Highlands).
ЕЛЦТ решительно отвергает однополые браки